# Ji Jike
Dans ce nom chinois, le nom de famille, Ji, précède le nom personnel.
 (mars 2018).
Si vous disposez d'ouvrages ou d'articles de référence ou si vous connaissez des sites web de qualité traitant du thème abordé ici, merci de compléter l'article en donnant les références utiles à sa vérifiabilité et en les liant à la section « Notes et références ».
Ji Jike (chinois simplifié : 姬际可 ; chinois traditionnel : 姬際可 ; pinyin : jī jìkě, 1588-1662), de son vrai nom Ji Longfeng (姬龙峰, 姬龍峰, jī lóngfēng), vécut pendant la fin de la dynastie Ming. Surnommé « la lance divine », il aurait créé le Xingyi quan, un art martial interne, ainsi qu'école une nouvelle école de boxe chinoise en s'appuyant sur sa technique de lance et après avoir découvert, dans les montagnes Zhongnan, un mystérieux manuel attribué au général Yue Fei.